# Sultanes de Monterrey
Para el equipo de Industriales de Monterrey que participó de 1989 a 1994, véase Industriales de Monterrey.
Los Sultanes de Monterrey es un equipo de béisbol profesional que participa en la Liga Mexicana de Béisbol con sede en Monterrey, Nuevo León, México.

## Historia
Fundado en el año de 1939 con el nombre de Carta Blanca, en 1942 cambiaron a Industriales y desde 1949 se les conoce como Sultanes; también históricamente tienen el sobrenombre de "Fantasmas Grises", mas nunca ha sido nombre oficial. Es uno de los equipos de mayor prestigio y tradición en la Liga Mexicana de Béisbol, y es la novena con más temporadas jugadas en la liga, participando en forma ininterrumpida con un total de 83 años, contando la temporada 2022 (1939- hasta la fecha). 

### Década de los 40
En su primera década dentro del circuito mexicano de béisbol los Sultanes, que en ese entonces se llamaban Carta Blanca y después Industriales, conseguirían sus primeros cuatro títulos de su historia además del primer y único Tricampeonato en la Liga Mexicana de Béisbol. 
Conseguirían su primer campeonato en 1943, al terminar en primer lugar de la tabla por encima de Unión Laguna de Torreón y Pericos de Puebla bajo el mando de Lázaro Salazar.
En 1944 quedarían subcampeones al quedar detrás de los Azules de Veracruz.
En el año de 1947, conseguían el segundo título de su historia. En 1948 se coronarían Bicampeones, y por último en 1949 ya bajo el nombre de Sultanes conseguirían el Tricampeonato al vencer al Unión Laguna de Torreón en 4 partidos con Lázaro Salazar al frente.

### Década de los 50
En esta década los Sultanes no se coronarían campeones, lo más sobresaliente de esta época fue el tercer lugar en la temporada de 1954.

### Década de los 60
Monterrey volvería a acariciar un título de la liga cuando en 1962 con el cubano Clemente "Sungo" Carera obtendrían el cuarto título.
En 1969 los Sultanes se quedarían cerca al terminar en segundo lugar de la liga detrás de los Broncos de Reynosa.

### Década de los 70
A partir de 1970 la liga divide a los equipos en dos zonas, la Zona Norte y la Zona Sur con el objetivo de obtener al equipo campeón mediante una postemporada.
En 1972 participaron en la Liga Central Mexicana de Beisbol.
En 1974 se clasificarían a su primera postemporada en la que cayeron ante los Saraperos de Saltillo en 5 juegos, para así dar comienzo a una rivalidad en la zona norte entre estos dos equipos.
En 1975 volverían a enfrentar a Saltillo pero en esta ocasión los vencerían en 7 partidos. La final de zona la perderían contra los Alijadores de Tampico en 7 encuentros.
En el año 1977 nuevamente cayeron ante Saraperos en 7 juegos.
En 1978 los Algodoneros de Unión Laguna los dejarían fuera en 7 partidos.
En 1979 los Saraperos de Saltillo vuelven a eliminar a los Sultanes en 7 juegos.

### Década de los 80
En esta década los Sultanes llegarían a una final bajo el formato de los play offs sin embargo seguirían sin conseguir un título bajo esta modalidad.
En 1986 dejaron fuera a los Rieleros de Aguascalientes en la primera ronda ganando la serie 4-3. En la final de la zona ganarían a los Acereros de Monclova en 7 encuentros para llegar por primera vez a su historia a una Serie Final donde enfrentarían a los Ángeles Negros de Puebla, con quienes cayeron en 5 juegos.
Para la temporada de 1987 volverían a enfrentar a los Acereros de Monclova con quienes cayeron en 5 partidos.
En 1988 dejarían en la primera ronda a los Tuneros de San Luis ganándoles la serie 4-1. La final de zona la perderían contra los Saraperos de Saltillo en 5 encuentros.
En 1989 serían los Tecolotes de los Dos Laredos quienes los eliminen en 6 partidos.

### Década de los 90
En esta época los Sultanes comienzan a ser un equipo protagonista y muy competitivo ya que consigue 3 campeonatos y clasifica en 9 de las 10 temporadas a los play offs.
Comienza en 1990 enfrentando a los Algodoneros de Unión Laguna con los que cayeron en 6 juegos.
En 1991 teniendo al frente a  Aurelio Rodríguez conseguirían nuevamente un título en la liga, el primero bajo este formato. En la primera ronda eliminaron a los Charros de Jalisco en 5 juegos. La final de zona la ganarían ante el otro equipo de la ciudad Industriales de Monterrey en 6 partidos para finalmente coronarse ante los Diablos Rojos del México en 7 encuentros.
En 1993 se enfrentarían a los Acereros de Monclova para vencerlos en 5 juegos. La final de zona la perderían contra los Tecolotes de los Dos Laredos en 5 juegos.
En 1994 barrerían a los Algodoneros de Unión Laguna en la primera ronda. La final de zona la ganarían ante los Saraperos de Saltillo en 5 encuentros, pero la Serie Final la perderían ante los Diablos Rojos del México en 7 encuentros.
En 1995 conseguirían una vez más el campeonato al vencer en la primera ronda a los Saraperos de Saltillo en 5 partidos. La final de zona la ganarían a los Broncos de Reynosa en 6 juegos. En la Serie Final se enfrentarían de nuevo con los Diablos Rojos del México para barrerlos y obtener su séptimo título.
El segundo Bicampeonato de su historia vendría en el año de 1996 con el estadounidense Derek Bryant. Dejando atrás a equipos como Acereros de Monclova en 6 juegos, a los Leones de Yucatán también en 6 juegos y venciendo en la final a los Diablos Rojos del México en 5 partidos.
En 1997 serían eliminados por los Langosteros de Cancún en 6 juegos, dejando fuera la posibilidad de un segundo tricampeonato.
Para la temporada 1998 se enfrentarían a los Leones de Yucatán en la primera ronda a los que dejarían fuera en 4 juegos. La segunda ronda se enfrentarían a los Guerreros de Oaxaca con quienes caerían en 7 juegos.
En 1999 perderían la serie 1-4 en la primera ronda ante los Diablos Rojos del México.

### Década de los 2000
Para la temporada 2000 se enfrentarían a los Saraperos de Saltillo a los que dejarían fuera en 5 juegos para después ser eliminados por los Tigres Capitalinos en 5 juegos.
En el 2001 se repetirían las series del año anterior, eliminando a Saltillo en 7 partidos y perdiendo con los Tigres la serie 3-4.
En 2003 una vez más ante sus rivales Saraperos de Saltillo para dejarlos fuera en 7 encuentros. En la final de zona caerían ante los Diablos Rojos del México en 6 juegos.
En 2004 se enfrentarían a los Toros de Tijuana donde les ganarían la serie 4-2, en la segunda ronda una vez más jugarían contra los Saraperos de Saltillo, pero en esta ocasión perdieron en 6 juegos.
En 2005 eliminarían en la primera ronda a los Diablos Rojos del México ganando la serie 4-2, para perder nuevamente la final de zona contra el equipo de Saltillo en 6 juegos.
Para la campaña del 2006 se adjudicaron un nuevo récord al terminar con el mejor porcentaje en ganados y perdidos de todos los tiempos (.725) rompiendo la marca anterior implantada por ellos mismos en 1996. Este año llegaría de nuevo a una final, en la primera ronda eliminarían a los Potros de Tijuana en 5 partidos, se coronarían campeones de la zona norte ante los Saraperos de Saltillo en 5 juegos, en la final se enfrentarían a los Leones de Yucatán con los que perderían en 5 partidos.
En el año 2007 con Félix Fermín al frente, los sultanes obtendrían su noveno campeonato. En la primera ronda eliminarían a los Acereros de Monclova en 7 partidos. La final de zona la ganarían frente a los Saraperos de Saltillo y la final la repetirían a los Leones de Yucatán donde se irían hasta el séptimo juego para definir al campeón de la liga y de esta manera tomar revancha de un año anterior.
En el 2008 llegarían por tercera ocasión de manera consecutiva a una final, dejando en la primera ronda a los Saraperos al barrerlos en 4 encuentros, en la final de zona barrerían a los Acereros de Monclova pero perderían la final contra los Diablos Rojos del México en 5 encuentros.

### Década de los 10
Volverían a postemporada en 2010 donde eliminarían a los Dorados de Chihuahua en la primera ronda ganando la serie 4-1, pero caerían con Saraperos de Saltillo en la final de zona en 6 partidos.
En 2011 dejan atrás a los Broncos de Reynosa en 6 juegos pero son eliminados en 7 por los Diablos Rojos del México en la final de la zona.
Para el 2012 barren a los Diablos en la primera ronda, pero los Rieleros de Aguascalientes los eliminarían en 6 en la final de zona.
Regresarían en 2014 donde barrerían a los Acereros de Monclova en la primera ronda pero serían barridos por los Diablos Rojos del México en la final de zona.
En la temporada 2016 regresaron a los primeros planos al terminar en Primer Lugar de la Zona Norte donde barrieron en la primera ronda de playoffs a los Vaqueros Laguna, pero fueron derrotados en la Final Norteña por los Toros de Tijuana en 7 juegos.
En 2017 el 50% del club es adquirido por Grupo Multimedios.
Para la temporada 2017 Sultanes termina como Segundo lugar de la Zona Norte enfrentando a los Acereros de Monclova en la primera ronda de playoffs a quienes eliminaron en 4 juegos. Por segundo año consecutivo fueron eliminados por los Toros de Tijuana en la Final del Norte pero en esta ocasión en 6 juegos.
En el torneo Primavera 2018 terminaron en primer lugar de la Zona Norte donde eliminaron nuevamente a los Acereros de Monclova en la primera ronda de playoffs después de 6 juegos. En La Final Norteña enfrentaron por tercera ocasión consecutiva a los Toros de Tijuana a quienes eliminaron en 6 juegos para llegar a una Serie del Rey después de no hacerlo desde el 2007 y se enfrentaron una vez más ante Leones de Yucatán con quienes perdieron en 7 juegos.

#### El décimo título
En la temporada otoño 2018 los Sultanes dirigidos por el panameño Roberto Kelly, conquistaron su décimo título en la Liga Mexicana de Béisbol y alzaron por primera vez la Copa Zaachila, al superar 4-2 a los Guerreros de Oaxaca en la Serie del Rey, obteniendo de esta forma el campeonato. De esta forma los "Fantasmas Grises" llegaron a 10 títulos en la LMB, el primero en 11 años, ya que el anterior fue en el 2007, venciendo en siete juegos a los Leones de Yucatán.
El trofeo de Jugador Más Valioso fue para el tercera base Agustín Murillo, quien bateó en la serie por el título para .308, con dos cuadrangulares y cinco carreras producidas.
Para la temporada 2019 vuelven a clasificar a postemporada al terminar en Tercer lugar de la Zona Norte y enfrentan por cuarta ocasión consecutiva a los Acereros de Monclova en la primera ronda de playoffs pero en esta ocasión fueron eliminados en 7 juegos.
La mascota del equipo es el Perro Sultán. Algunos de sus jugadores emblemáticos han sido: Lázaro Salazar "El Príncipe de Belem" (mánager-jugador), Epitacio "La Mala" Torres, Daniel "La Coyota" Ríos, Felipe "El Clipper" Montemayor, Héctor Espino "El Superman de Chihuahua", Vinicio García, "El Rey" Arturo González y Miguel Flores; a quienes en homenaje el club ha retirado sus números.

## Participación en la Liga Mexicana del Pacífico
El 27 de enero de 2019 se oficializó la expansión de la Liga Mexicana del Pacífico, resultando en la llegada de los Algodoneros de Guasave y los Sultanes de Monterrey como el noveno y décimo equipos del circuito invernal.
Dicho anuncio marcó el inicio de una histórica participación tras convertir a la ciudad de Monterrey en la primera en tener béisbol profesional durante todo el año, al contar con una franquicia en las dos ligas más importantes del país de este deporte.
El 15 de abril de 2025, tras varios años de resultados irregulares entre los que destacan su paso por las semifinales en las temporadas 2020-21 y 2021-22, el equipo anunció su salida de la liga mediante un comunicado en sus redes sociales, agradeciendo todos los momentos que vivieron en la liga y dando gracias a patrocinadores, afición, medios, entre otros por hacer posible su paso por esta.

## Estadio
La casa de los Sultanes, el Estadio de Béisbol Monterrey, inaugurado en 1990, con una capacidad actual para 22,078 espectadores es el más grande de México.

## Rivalidades
- Saraperos de Saltillo
- Algodoneros Unión Laguna
- Toros de Tijuana
- Diablos Rojos del México
- Acereros de Monclova

## Jugadores

### Roster actual
Actualizado al 1 de julio de 2014.
| Sultanes de Monterrey Roster 2024        |    |                                    |                       |
| C U E R P O T É C N I C O                |    |                                    |                       |
| Mánager                                  |    | Bandera de Panamá                  | Roberto Kelly         |
| Coach de Pitcheo                         | 22 | Bandera de México                  | Arturo González       |
| Coach de Bateo                           | 36 | Bandera de Venezuela               | Lino Connell          |
| J U G A D O R E S                        |    |                                    |                       |
| L A N Z A D O R E S                      |    |                                    |                       |
| Batea: D / Tira: D                       | 75 | Bandera de México                  | Miguel Aguilar        |
| Batea: Z / Tira: Z                       | 47 | Bandera de Venezuela               | Elvis Araujo          |
| Batea: D / Tira: D                       | 23 | Bandera de Estados Unidos          | Mitch Atkins          |
| Batea: D / Tira: D                       | 61 | Bandera de México                  | Felipe Castañeda      |
| Batea: Z / Tira: D                       | 16 | Bandera de México                  | Norman Elenes         |
| Batea: D / Tira: D                       | 87 | Bandera de México                  | Roberto Espinosa      |
| Batea: D / Tira: D                       | 59 | Bandera de Estados Unidos          | Eddie Gamboa          |
| Batea: Z / Tira: Z                       | 77 | Bandera de México                  | Adrián Guzmán         |
| Batea: D / Tira: D                       | 29 | Bandera de México                  | Carlos Machorro       |
| Batea: D / Tira: D                       | 37 | Bandera de México                  | Dallas Martínez       |
| Batea: D / Tira: D                       | 43 | Bandera de la República Dominicana | Wirfin Obispo         |
| Batea: Z / Tira: Z                       | 48 | Bandera de México                  | Iván Salas            |
| Batea: D / Tira: D                       | 55 | Bandera de Estados Unidos          | Nick Struck           |
| Batea: D / Tira: Z                       | 69 | Bandera de Estados Unidos          | Matt Tenuta           |
| Batea: D / Tira: Z                       | 57 | Bandera de México                  | Marco Tovar           |
| R E C E P T O R E S                      |    |                                    |                       |
| Batea: A / Tira: D                       | 41 | Bandera de México                  | Christopher Escarrega |
| Batea: D / Tira: D                       | 46 | Bandera de México                  | Omar Renteria         |
| Batea: D / Tira: D                       | 44 | Bandera de México                  | Alí Solís             |
| J U G A D O R E S D E C U A D R O        |    |                                    |                       |
| Primera base - Batea: Z / Tira: Z        | 25 | Bandera de México                  | Víctor Mendoza        |
| Tercera base - Batea: D / Tira: D        | 50 | Bandera de México                  | Agustín Murillo       |
| Segunda base - Batea: A / Tira: D        | 19 | Bandera de México                  | Ramiro Peña           |
| Segunda base - Batea: D / Tira: D        | 4  | Bandera de México                  | Ramón Ríos            |
| Parador en corto - Batea: A / Tira: D    | 33 | Bandera de México                  | José Robledo          |
| Tercera base - Batea: A / Tira: D        | 14 | Bandera de México                  | Christian Villanueva  |
| Parador en corto - Batea: D / Tira: D    | 8  | Bandera de México                  | Amadeo Zazueta        |
| J A R D I N E R O S                      |    |                                    |                       |
| Jardinero derecho - Batea: Z / Tira: D   | 12 | Bandera de México                  | Carlos Álvarez        |
| Jardinero derecho - Batea: Z / Tira: D   | 10 | Bandera de México                  | Sebastian Elizalde    |
| Jardinero izquierdo - Batea: D / Tira: D | 88 | Bandera de Estados Unidos          | Anthony Giansanti     |
| Jardinero central - Batea: D / Tira: D   | 6  | Bandera de Venezuela               | Gorkys Hernández      |
| Jardinero central - Batea: Z / Tira: D   | 31 | Bandera de Cuba                    | Yordanys Linares      |
| Jardinero izquierdo - Batea: D / Tira: D | 80 | Bandera de México                  | Andrés Martín         |
| Jardinero derecho - Batea: D / Tira: D   | 28 | Bandera de México                  | Asael Sánchez         |

 =  Cuenta con nacionalidad mexicana. 

### Jugadores destacados
- Lázaro Salazar.
- Vinicio García.[14]
- Epitacio "La Mala" Torres.
- Daniel "La Coyota" Ríos.
- Karim García.
- Erubiel Durazo.
- Héctor Espino.[15]
- Miguel Flores.
- Edgar "Bambino" Quintero
- Remigio Díaz
- Cornelio García

### Números retirados
- 1 José Maíz Mier. (Directivo).[16]
- 5 Daniel "La Coyota" Ríos.[17]
- 7 Epitacio "La Mala" Torres.[18]
- 9 Vinicio García.
- 13 Felipe "Clipper" Montemayor.
- 17 Lázaro Salazar.
- 20 Miguel Flores.
- 21 Héctor Espino.
- 22 Arturo González.
- 34 Fernando Valenzuela.[19]

### Novatos del año
- 1939  Epitacio "La Mala" Torres.[20]
- 1948  Felipe "Clipper" Montemayor.
- 1953  Eduardo "Pecas" Serrano.
- 1962  Héctor Espino.
- 1975  Juan Martínez.
- 1997  Erubiel Durazo.
- 2024  Denny Román.

### Campeones Individuales

#### Campeones Bateadores
| Año  | Nombre          | Porcentaje |
| ---- | --------------- | ---------- |
| 1945 | Claro Duany     | .375       |
| 1946 | Claro Duany     | .364       |
| 1963 | Vinicio García  | .368       |
| 1964 | Héctor Espino   | .371       |
| 1966 | Héctor Espino   | .369       |
| 1967 | Héctor Espino   | .379       |
| 1968 | Héctor Espino   | .365       |
| 1997 | Cornelio García | .382       |
| 1998 | Miguel Flores   | .380       |
| 2004 | Demond Smith    | .406       |
| 2012 | Michel Abreu    | .371       |

#### Campeones Productores
| Año   | Nombre                     | Producidas |
| ----- | -------------------------- | ---------- |
| 1945  | Claro Duany                | 100        |
| 1962  | Héctor Espino Alonso Perry | 105        |
| 1971  | Víctor Torres              | 107        |
| 1996  | Guillermo Velázquez        | 112        |
| 2012  | Michel Abreu               | 106        |
| O2018 | Félix Pérez(1)             | 60         |

#### Campeones Jonroneros
| Año   | Nombre         | Jonrones |
| ----- | -------------- | -------- |
| 1958  | Edward Moore   | 32       |
| 1964  | Héctor Espino  | 46       |
| 1968  | Héctor Espino  | 27       |
| 1969  | Héctor Espino  | 37       |
| 1998  | Charles Smith  | 29       |
| 2016  | Álex Valdez    | 30       |
| O2018 | Félix Pérez(1) | 19       |

#### Campeones de Bases Robadas
| Año  | Nombre                    | Bases |
| ---- | ------------------------- | ----- |
| 1940 | Sammy Bankhead            | 32    |
| 1948 | Agustín "Pijini" Bejerano | 24    |
| 1955 | Roberto Montelongo        | 23    |
| 1974 | Ángel Bravo(2)            | 46    |
| 1978 | Leonardo Valenzuela       | 29    |
| 1996 | José González             | 34    |
| 2001 | Demond Smith(3)           | 36    |
| 2002 | Demond Smith              | 41    |
| 2003 | Demond Smith              | 53    |
| 2006 | Dionys César              | 42    |

#### Campeones de Juegos Ganados
| Año   | Nombre               | Récord |
| ----- | -------------------- | ------ |
| 1940  | William Jefferson    | 22-9   |
| 1943  | Daniel Ríos          | 20-?   |
| 1948  | Alejandro Carrasquel | 18-8   |
| 1949  | Daniel Ríos          | 21-?   |
| 1957  | Edward Locke         | 18-12  |
| 1958  | Edward Locke         | 19-16  |
| 1959  | Edward Locke         | 21-14  |
| 1962  | Francisco Ramírez    | 18-9   |
| 1966  | Julius Grant         | 20-11  |
| O2018 | Édgar González       | 7-2    |

#### Campeones de Efectividad
| Año   | Nombre             | Porcentaje |
| ----- | ------------------ | ---------- |
| 1943  | Vidal López        | 2.08       |
| 1952  | Vicente Torres     | 2.43       |
| 1957  | Edward Locke       | 3.20       |
| 1983  | Arturo González M. | 1.92       |
| 1986  | Barry Bass         | 2.03       |
| 2003  | Dan Serafini       | 1.59       |
| P2018 | Jorge Reyes        | 1.97       |
| 2022  | Yohander Méndez    | 2.78       |

#### Campeones de Ponches
| Año  | Nombre           | Ponches |
| ---- | ---------------- | ------- |
| 1961 | Juan Piedra      | 171     |
| 1962 | Miguel Cuéllar   | 134     |
| 1964 | José Ramón López | 213     |
| 1965 | José Ramón López | 201     |
| 1966 | José Ramón López | 309     |
| 1969 | James Horsford   | 199     |
| 1982 | Santo Alcalá     | 192     |
| 1989 | Adolfo Navarro   | 150     |

#### Campeones de Juegos Salvados
| Año   | Nombre            | Juegos |
| ----- | ----------------- | ------ |
| 2002  | Miguel Rubio      | 32     |
| 2005  | Máximo de la Rosa | 25     |
| 2007  | Máximo de la Rosa | 33     |
| O2018 | Wirfin Obispo     | 14     |
| 2022  | Neftalí Feliz     | 24     |

1 Comenzó la temporada con Aguascalientes.
2 Comenzó la temporada con Chihuahua.
3 Comenzó la temporada con Tabasco.

## Ejecutivos del año
La organización ha obtenido el nombramiento de Ejecutivo del Año en la LMB en cuatro ocasiones.
- 1986  José Maiz García.
- 1995  José Maiz García.
- 2007  Roberto Magdaleno.
- 2018  Jesús Dionisio González.